# Храм Серафима Саровского (Петергоф)
Храм преподо́бного Серафи́ма Саро́вского в Старом Петергофе — православный храм в Петергофе, бывшее подворье Серафимо-Дивеевского монастыря.
Относится к Санкт-Петербургской епархии Русской православной церкви, входит в состав Петродворцового благочиния. Настоятель — протоиерей Антоний Михайлович Логинов.
В жизни прихода активное участие принимает Общество русской православной культуры имени святителя Игнатия (Брянчанинова). По этой причине храм считается приходом святителя Игнатия (Брянчанинова).

## История

### Храм
Подворье Серафимо-Дивеевского монастыря в Старом Петергофе решил устроить император Николай II. Одной из причин было благополучное рождение наследника вскоре после посещения монастыря императорской семьёй, где особенно молилась императрица с последующим купанием в источнике в Сарове.
В 1904 году, когда родился цесаревич Алексей, по проекту Николая Никонова была возведена небольшая деревянная пятикупольная часовня, освящённая во имя преподобного Серафима Саровского, в 1906 году переосвящённая в церковь во имя иконы Божией Матери «Умиление».
В том же году рядом была заложена каменная церковь также по проекту Никонова.
Храм был освящён епископом Нижегородским Назарием (Кирилловым) 19 октября (1 ноября) 1906 года в сослужении духовенства, среди которых был Иоанн Кронштадтский.
С ноября 1928 года по 1929 год приход храма поддерживал иосифлянское движение. Оба храма действовали до 1938 года.
Здание каменного храма пострадало во время Великой Отечественной войны: обрушилась колокольня, разрушены главы. Деревянный храм был уничтожен в 1941 году.
В 1952 году каменное здание было передано «Петродворецторгу», который разместил здесь торговые склады. Внутри помещение храма было разделено на четыре этажа бетонными перекрытиями, в алтарной части установлен грузовой лифт. Снаружи стены были наращены кирпичной кладкой, в результате чего здание приобрело форму куба. К северному фасаду было пристроено здание угольной котельной с трубой.
В 1990 году здание получило статус памятника истории и культуры местного значения. Оно было возвращено Русской православной церкви в 1993 году. Первая литургия была отслужена в день престольного праздника 1 августа 1993 года.

### Подворье
В 1911 году было окончено строительство основных построек подворья. К 1917 году на территории находились 13 зданий, среди которых два храма, двухэтажная гостиница, баня, мастерские, сестринский корпус, приют для солдатских детей-сирот и деревянные служебные постройки. При подворье были устроены мастерские иконописи, мозаики, рисования и чеканки, которыми руководил художник Ф. Ф. Бодалёв.
На подворье в 1906 году проживали 43 монахини, к 1917 году — около 80-ти.
В 1920-е годы в стенах подворья существовала тайная монашеская община. Сёстры тайно принимали постриг, работая в миру. В 1932 году община была разгромлена.
Все постройки подворья, за исключением храма, были утрачены.
Часть территории бывшего подворья занимает Санкт-Петербургское государственное унитарное предприятие «База закрытых учреждений Петродворцового района».
После переезда организации на территории предполагается открытие богадельни, гостиницы для паломников и паломнического центра, а также пошивочной и золотошвейной мастерских. Здесь же разместятся трапезная, столярная мастерская и художественная студия.

## Архитектура и убранство
Здание пятикупольного храма с шатровой колокольней было построено в стиле нарышкинского барокко конца XVII века.
Кроме главного престола, освящённого во имя преподобного Серафима Саровского, существовали ещё два придела: святой мученицы царицы Александры и святителя Николая Чудотворца.
В настоящее время в кубическом здании на первом этаже располагается храм, на втором — трапезная.
На стене храма находится гранитная доска с надписью: «Московский патриархат Санкт-Петербургская епархия. Храм во имя преподобного Серафима Саровского. Бывшее подворье Серафимо-Дивеевского монастыря. Освящен 19 октября 1909 года Архитектор Н. Н. Никонов. Памятник архитектуры федерального значения. Охраняется государством».
В 2012 году началась активная реставрация здания церкви. По состоянию на январь 2014 года: здание — в лесах, установлены купола с крестами. В 2020 году завершена реставрация  фасадов, и здание церкви, которому вернули исторический облик, вновь обрело «открыточный» вид. Следующий этап — работы по реставрации варварски разрушенных в советский период интерьеров.

## Иллюстрации

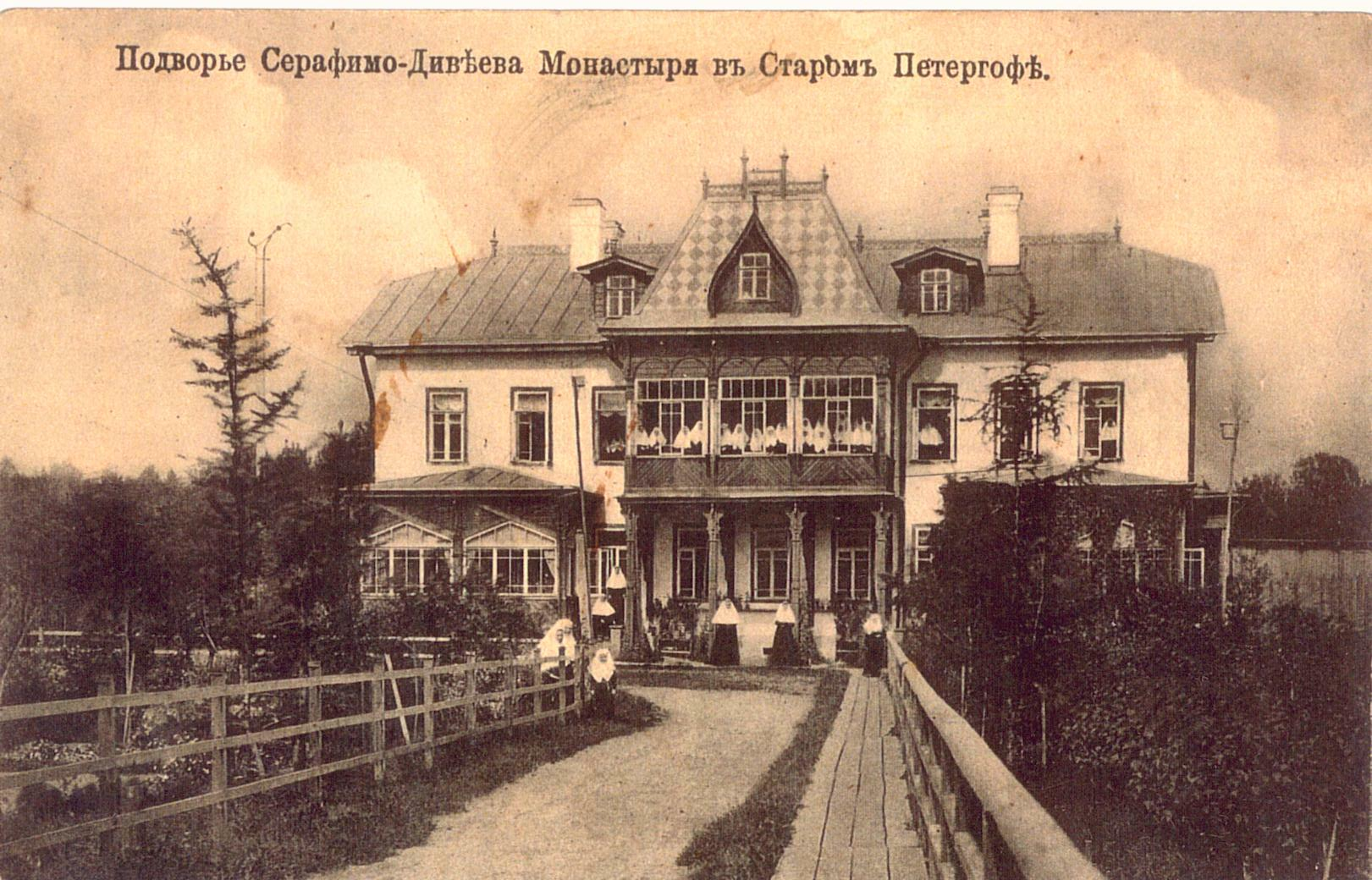
Подворье. Фото 1910-х годов
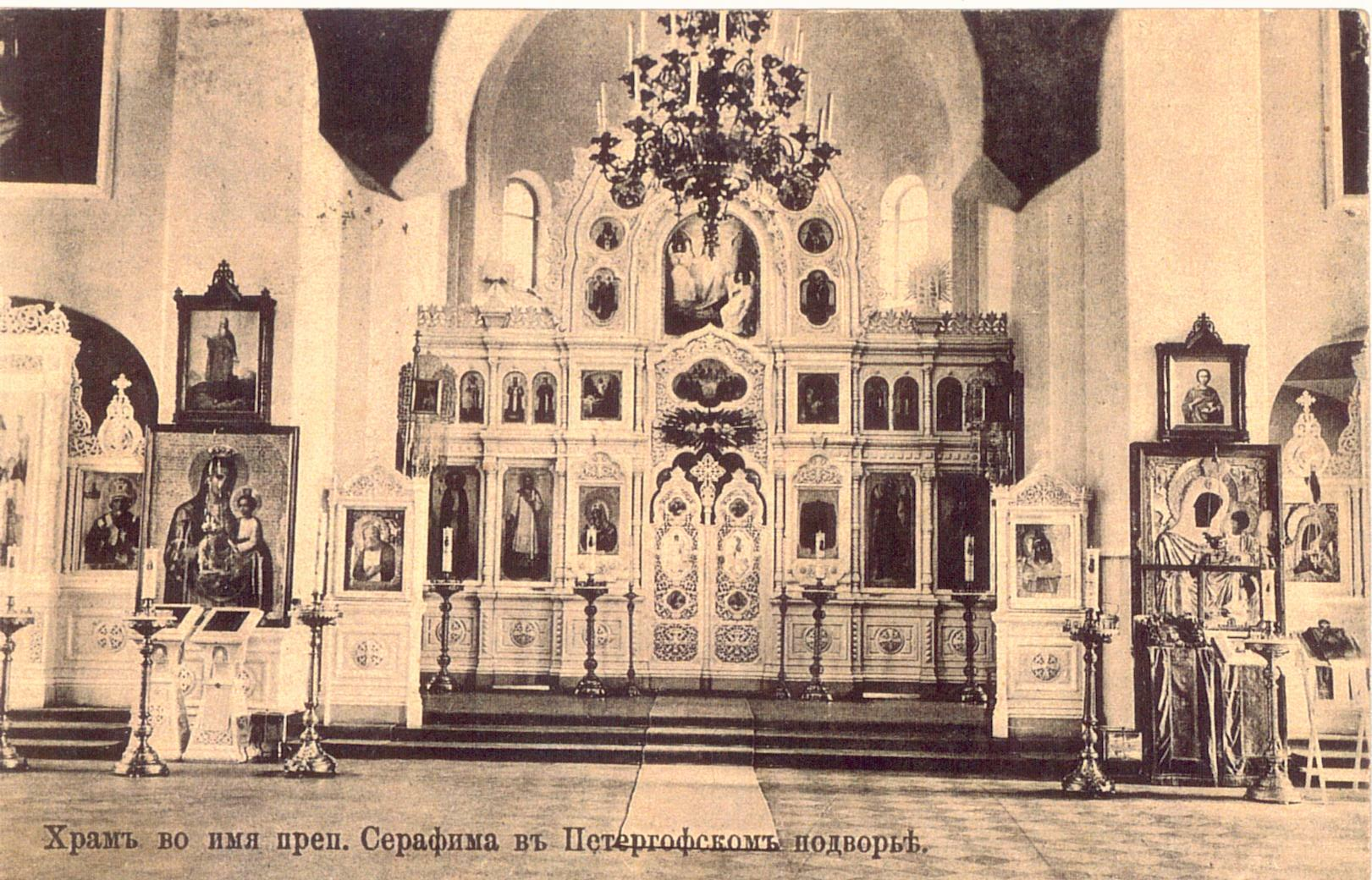
Интерьер храма. Фото 1910-х годов
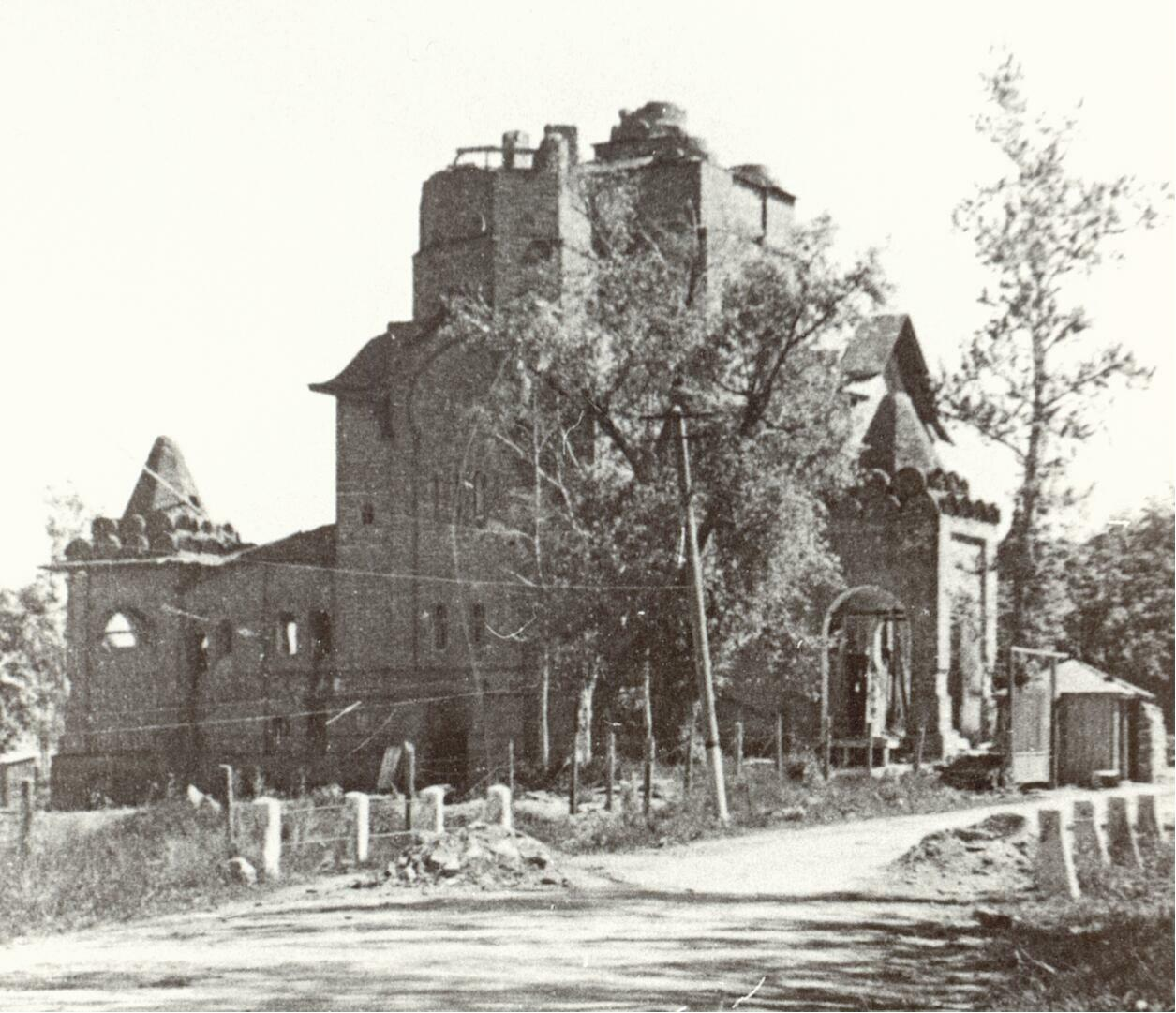
Фото 1943 года
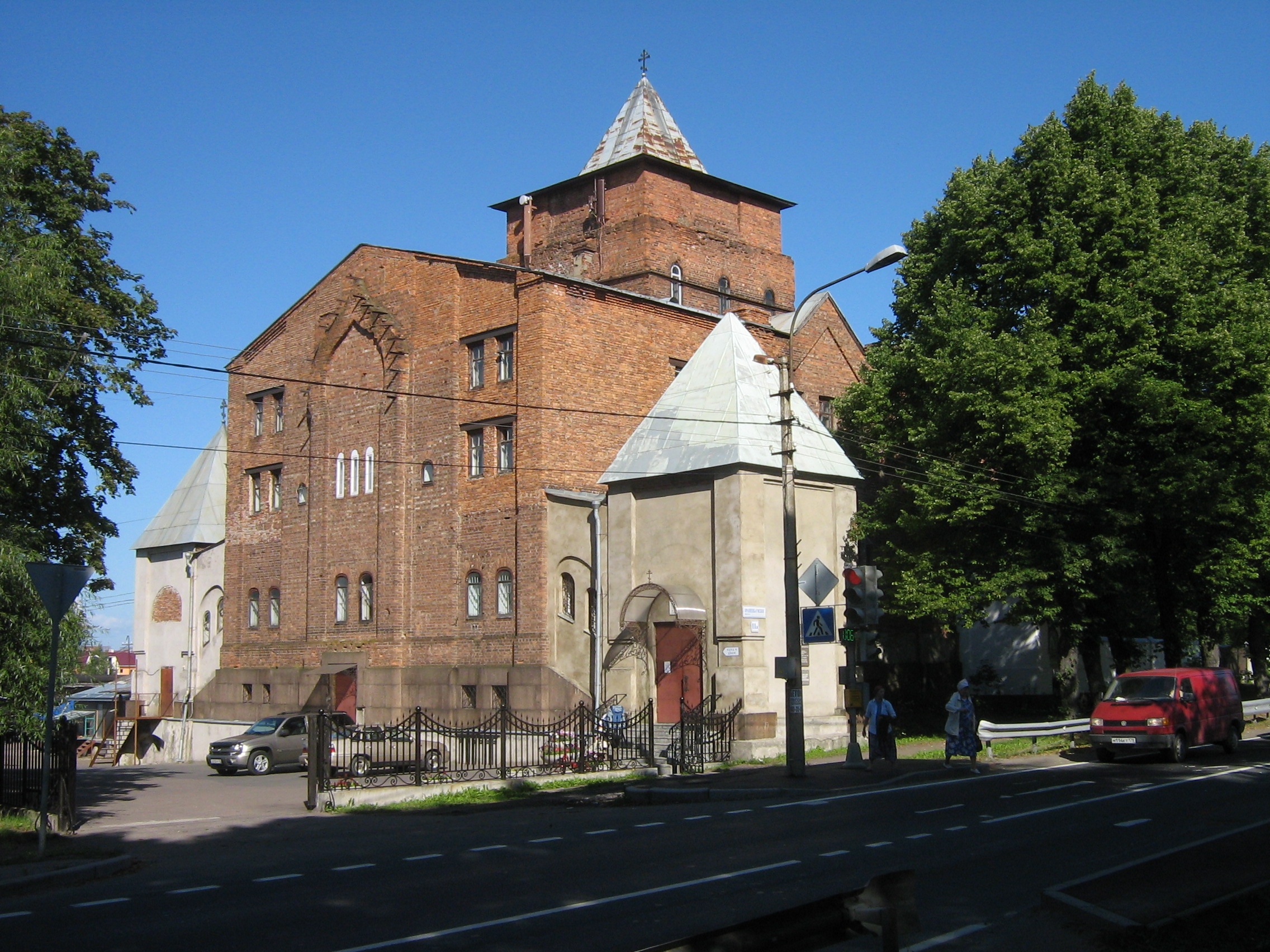
Фото 2012 года